# Robert I de Borgonya
Robert I de Borgonya, dit el Vell (1011 – Fleury-sur-Ouche, 1076), fou príncep de França i duc de Borgonya (1032-1076).

## Orígens familiars
Fill quart del rei Robert II de França i la seva tercera esposa, Constança d'Arles. Era net per línia paterna d'Hug Capet i Adelaida d'Aquitània, i per línia materna de Guillem I de Provença i Adelaida d'Anjou. Fou germà dels reis Hug II de França i Enric I de França.

## Ascens al Ducat de Borgonya
El 1026, amb la mort del seu germà gran Hug Magne, ell i el seu germà, el futur Enric I de França, es van rebel·lar contra el seu pare derrontant-lo a París.
A la mort del pare, Robert es va rebel·lar contra el seu germà i nou rei Enric I. La pau fou aconseguida el 1032 gràcies a la concessió del títol de Duc de Borgonya a Robert I. La seva presa de possessió del ducat fou testimonial, ja que realment no tenia cap control sobre els senyors de la regió.

## Núpcies i descendents
Es casà el 1033 amb Hèlia de Semur, la qual fou repudiada el 1055. D'aquesta unió nasqueren:
- l'infant Hug de Borgonya (1034-1059), mort en batalla
- l'infant Enric de Borgonya (1035–v 1074), pare d'Hug I de Borgonya
- l'infant Robert de Borgonya (1040-1113)
- l'infant Simó de Borgonya (1045-1087)
- la infanta Constança de Borgonya (1046-1093), casada el 1081 amb Alfons VI de Castella

Es casà, en segones núpcies, vers el 1048 amb Ermengarda d'Anjou, filla de Folc III d'Anjou i Elisabet de Vendome. D'aquesta unió nasqué una filla:
- la infanta Hildegarda de Borgonya (v 1056-1104), casada el 1068 amb el duc Guillem VIII d'Aquitània (v 1025-1086).

Robert I de Borgonya morí el 21 de març de 1076 a Fleury-sur-Ouche, sent enterrat a Sémur i succeït pel seu net.